# Джим Браун (футболіст)
Джеймс (Джим) Браун (англ. James (Jim) Brown, нар. 31 грудня 1908, Кілмарнок, Сполучене Королівство — пом. 9 листопада 1994, Берклі-Гайтс, США) — американський футболіст, що грав на позиції півзахисника, зокрема, за клуби «Манчестер Юнайтед», «Брентфорд» та «Тоттенгем Готспур», а також національну збірну США. По завершенні ігрової кар'єри — тренер.

## Клубна кар'єра
У футболі дебютував 1927 року виступами за команду «Байонн Роверс». 
Згодом з 1928 по 1931 рік грав у складі команд «Ньюарк Скітерс», «Нью-Йорк Нешнелз», «Нью-Йорк Джаєнтс», «Нью-Йорк Філд», «Бруклін Вондерерс» та «Ньюарк Американс».
Своєю грою за останню команду привернув увагу представників тренерського штабу «Манчестер Юнайтед», до складу якого приєднався 1932 року. Відіграв за команду з Манчестера наступні два сезони своєї ігрової кар'єри. У складі «Манчестер Юнайтед» був одним з головних бомбардирів команди, маючи середню результативність на рівні 0,42 голу за гру першості.
1935 року уклав контракт з клубом «Брентфорд», у складі якого провів наступний рік своєї кар'єри гравця. 
З 1936 року один сезон захищав кольори «Тоттенгем Готспур». 
Протягом 1937—1939 років захищав кольори клубів «Гілфорд Сіті» та «Клайд».
Завершив професійну ігрову кар'єру у клубі «Грінпорт Юнайтед», за команду якого виступав протягом 1950—1952 років.

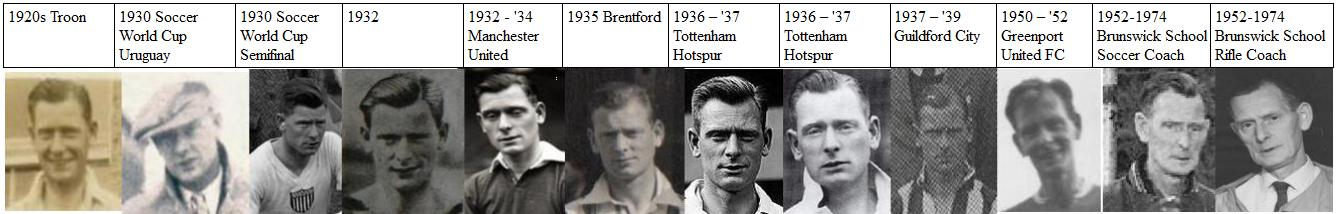
Потретні фото Джима Баруна на різних етапах його ігрової і тренерської кар'єри.

## Виступи за збірну
1930 року дебютував в офіційних матчах у складі національної збірної США. Протягом кар'єри в національній команді провів у формі головної команди країни 4 матчі, забивши 1 гол.
У складі збірної був учасником чемпіонату світу 1930 року в Уругваї, на якому команда здобула бронзові нагороди. Зіграв з Бельгією (3:0), Парагваєм (3:0) і Аргентиною (1:6). Що цікаво, тогорічна американська команда стала єдиною в історії чемпіонатів світу, яка в трьох іграх однієї збірної задіяла лише 11 футболістів.

## Кар'єра тренера
Розпочав тренерську кар'єру, ще продовжуючи грати на полі, 1948 року, очоливши тренерський штаб клубу «Грінвіч Хай Скул».
В подальшому очолював «Грінпорт Юнайтед» та «Брансвік Скул».
Останнім місцем тренерської роботи був клуб «Елізабет Фалконс», головним тренером команди якого Джим Браун був з 1956 по 1958 рік.
Помер 9 листопада 1994 року на 86-му році життя у місті Берклі-Гайтс.
| Дата           | Місто          | Господарі | Результат | Гості    | Турнір             | Голи | Примітки |
| -------------- | -------------- | --------- | --------- | -------- | ------------------ | ---- | -------- |
| 13 липня 1930  | Монтевідео     | США       | 3 – 0     | Бельгія  | ЧС 1930 - 1-й етап | -    |          |
| 17 липня 1930  | Монтевідео     | США       | 3 – 0     | Парагвай | ЧС 1930 - 1-й етап | -    |          |
| 26 липня 1930  | Монтевідео     | Аргентина | 6 – 1     | США      | ЧС 1930 - півфінал | 1    |          |
| 17 серпня 1930 | Ріо-де-Жанейро | Бразилія  | 4 – 3     | США      | товариський матч   | -    |          |
| Усього         |                | Матчів    | 4         |          | Голів              | 1    |          |

## Титули і досягнення
- Бронзовий призер чемпіонату світу: 1930